# Ivory Tower (Antarktika)
Der Ivory Tower (englisch für Elfenbeinturm) ist ein rund 800 m hoher Berg im westantarktischen Marie-Byrd-Land. Er ragt 2,5 km östlich des Fadden Peak zwischen den Harold Byrd Mountains und den Bender Mountains auf.
Ein Geologenteam der Arizona State University besuchte den Berg im Rahmen einer von 1977 bis 1978 dauernden Kampagne im Rahmen des United States Antarctic Research Program. Die Mitglieder dieser Mannschaft benannten den Berg nach dem nahezu reinweißen Marmor, aus dem er besteht und der sie an Elfenbein erinnerte.